# End of the Road (film, 2022)
Pour les articles homonymes, voir End of the Road.
Pour plus de détails, voir Fiche technique et Distribution.
End of the Road est un film américain réalisé par Millicent Shelton, sorti en exclusivité le 9 septembre 2022 sur Netflix.

## Synopsis
Une femme veuve avec ses deux enfants et son frère partent en voyage. À la suite d'un meurtre dont ils sont témoins, ils sont pourchassés. La femme fera tout pour proteger sa famille.

## Fiche technique
Sauf indication contraire, les informations mentionnées dans cette section peuvent être confirmées par les bases de données cinématographiques IMDb et Allociné,  présentes dans la section « Liens externes ».
- Titre original : End of the Road
- Réalisation : Millicent Shelton
- Scénario : David Loughery, d'après l'œuvre de Christopher Moore
- Musique : Craig Deleon
- Production : Mark Burg, Bradley Kaplan
- Production déléguée : Queen Latifah, Shakim Compere, Tracey E. Edmonds, Daniel J. Heffner, Ben Pugh, Erica Steinberg
- Sociétés de productions : Edmonds Entertainment, Flavor Unit Entertainment, Twisted Pictures, Netflix, 42
- Société de distribution : Netflix
- Pays d'origine :  États-Unis
- Genre : thriller, drame
- Durée : 89 minutes
- Date de sortie :
  - Monde : 9 septembre 2022 (Netflix)

## Distribution
Sauf indication contraire, les informations mentionnées dans cette section peuvent être confirmées par les bases de données cinématographiques IMDb et Allociné,  présentes dans la section « Liens externes ».
- Queen Latifah (VF : Maïk Darah) : Brenda
- Christopher Bridges (VF : Jean-Baptiste Anoumon) : Reggie
- Beau Bridges (VF : Emmanuel Jacomy) : Hammers
- Frances Lee McCain (VF : Jocelyne Darche) : Val
- Tabatha Shaun : Shelby
- Jesse Luken : Harvey Ruck
- Keith Jardine (VF : Fabrice Lelyon) : Mace